# Bentele
Bentele ist ein deutscher Familienname.

## Herkunft und Varianten
Bentele, Bentlin, Bantli oder Bantele ist eine alemannisch-schwäbische Kurzform des männlichen Vornamens Pantaleon.
Bei der Dudendeutung ist -le kein Suffix, sondern ein aus -leon durch Wegfall von (on) entstandenes -le(on). So entstand der relativ seltene Nachname Pantele. Bei der Änderung von Pante in Bente entstand der auch noch immer selten vorkommende Name Bantleon.

## Verbreitung
In Deutschland ist der Name in Oberschwaben und dort besonders im Bodenseekreis und im Landkreis Ravensburg verbreitet.

## Namensträger
Bentele
- Dominik Bentele (* 1991), deutscher Fußballspieler
- Fidelis Bentele (Maler) (1830–1901), deutscher Historien- und Kirchenmaler
- Fidelis Bentele (Bildhauer) (1905–1987), deutscher Bildhauer
- Günter Bentele (* 1948), deutscher Kommunikationswissenschaftler und Professor
- Günther Bentele (* 1941), deutscher Jugendbuch-Autor und Regionalhistoriker
- Heinz Bentele (1902–1983), deutscher Künstler
- Hermann Bentele (1923–2014), deutscher Grafiker, Designer und Hochschullehrer
- Hildegard Bentele (* 1976), deutsche Politikerin
- Karlheinz Bentele (* 1947), deutscher Verwaltungswissenschaftler und Landespolitiker (Nordrhein-Westfalen, SPD)
- Max Bentele (Maler) (1825–1893), deutscher Maler
- Max Bentele (Ingenieur) (1909–2006), deutscher Ingenieur
- Menia Bentele (* 2001), Schweizer Beachvolleyballspielerin
- Michael Bentele (* 1956), deutscher Regisseur und Musiker
- Verena Bentele (* 1982), deutsche Wintersportlerin, Präsidentin des Sozialverbandes VdK

Bantele
- Georg Bantele (1893–1961), deutscher Politiker der Bayernpartei